# Wujiaqu
Wujiaqu (chinesisch 五家渠市, Pinyin Wǔjiāqú shì, uigurisch ۋۇجياچۈ شەھىرى Wujyaqü Xəⱨiri) ist eine direkt der Gebietsregierung (und nicht wie andere kreisfreie Städte der Bezirksebene) unterstehende kreisfreie Stadt im Norden des Uigurischen Autonomen Gebiets Xinjiang der Volksrepublik China. Sie liegt nördlich von Ürümqi. Das städtische Gebiet hat eine Fläche von 710 Quadratkilometern und eine Einwohnerzahl von 96.436 (Stand: Zensus 2010).

## Administrative Gliederung
Auf Gemeindeebene setzt sich Wujiaqu aus drei Straßenvierteln und drei Produktions- und Aufbaukorps zusammen. Diese sind:
- Straßenviertel Junkenlu (军垦路街道);
- Straßenviertel Qinghulu (青湖路街道);
- Straßenviertel Renminlu (人民路街道);
- Produktions- und Aufbaukorps Nr. 101 (兵团一零一团);
- Produktions- und Aufbaukorps Nr. 102 (兵团一零二团);
- Produktions- und Aufbaukorps Nr. 103 (兵团一零三团).